# Стерпине (Таранто)
Стерпине (итал. Sterpine) је насеље у Италији у округу Таранто, региону Апулија.
Према процени из 2011. у насељу је живело 55 становника. Насеље се налази на надморској висини од 73 м.